# Аура (езотерика)
Вижте пояснителната страница за други значения на аура.
Аура според езотериката, по-рано спиритуализма, е цветовото излъчване около човек, понякога може да се отнася и за предмет. Идеята произхожда от източните практики, философия и религии. Терминът е от 19. век и произлиза от тогава популярния спиритуализъм, като реално идеята е заимствана от източните религии и практики, където това явление се описва с други термини и средства . В английски терминът е базиран на едно по-ранно значение, което е и сега употребимо за „характерно излъчване“ на някого .
Идеи за аурата присъстват в индийските религии, като джайнизъм, будизъм (например будисткия флаг представя цветовете виждани около просветления Буда). Аурата има различен цвят и също така се променя при различните емоции. Също така се приема, че тя променя своята големина, цвят и сила на излъчване при просветлените хора, виж ореол.